# Distretto di Lardjem
Il distretto di Lardjem è un distretto della provincia di Tissemsilt, in Algeria.

## Comuni
Il distretto di Lardjem comprende 4 comuni:
- Lardjem
- Melaab
- Sidi Lantri
- Tamalaht